# Kellan Lutz
Kellan Christopher Lutz (født 15. marts 1985) er en amerikansk film- og tvskuespiller, som er bedst kendt for sin rolle som Emmett Cullen i filmen Twilight fra 2008. Før han blev skuespiller var han en Abercrombie & Fitch-model.

## Filmografi
| Film        | Film                           | Film             | Film                              |
| År          | Film                           | Rolle            | Noter                             |
| ----------- | ------------------------------ | ---------------- | --------------------------------- |
| 2006        | Stick It                       | Frank            |                                   |
| 2006        | Accepted                       | Dwayne           |                                   |
| 2007        | Ghosts of Goldfield            | Chad             |                                   |
| 2008        | Prom Night                     | Rick Leland      |                                   |
| 2008        | Deep Winter                    | Mark Rider       |                                   |
| 2008        | Twilight                       | Emmett Cullen    |                                   |
| 2009        | The Forgotten Ones             | Jake             |                                   |
| 2009        | Warrior                        | Conor Sullivan   | Post-production                   |
| 2009        | The Twilight Saga: New Moon    | Emmett Cullen    |                                   |
| 2010        | A Nightmare on Elm Street      | Dean             | Post-production                   |
| 2010        | Meskada                        | Eddie Arlinger   | Post-production                   |
| 2010        | The Twilight Saga: Eclipse     | Emmett Cullen    | post-production                   |
| Television  |                                |                  |                                   |
| År          | Titel                          | Rolle            | Noter                             |
| 2004        | Model Citizens                 | himself          |                                   |
| 2004        | The Bold and the Beautiful     | Rob              | One episode                       |
| 2005        | CSI: NY                        | Alex Hopper      | "Tri-Borough"                     |
| 2005        | Six Feet Under                 | Critter          | "Hold My Hand"                    |
| 2005        | Summerland                     | Fordie           | Two episodes                      |
| 2005        | The Comeback                   | Chris MacNess    | Eight episodes, minor character   |
| 2007        | CSI: Crime Scene Investigation | Chris Mullins    | "Empty Eyes"                      |
| 2007        | Heroes                         | Andy             | "Five Years Gone"                 |
| 2008        | Generation Kill                | Cpl Jason Lilley | Miniseries                        |
| 2008-2009   | 90210                          | George Evans     | Six episodes, recurring character |
| 2009        | Valley Peaks                   | Kyle McBride     | Two episodes                      |
| Music video |                                |                  |                                   |
| År          | Titel                          | Kunstner         | Noter                             |
| 2006        | "With Love"                    | Hilary Duff      |                                   |
| 2008        | "Without You"                  | Hinder           |                                   |